# Clarissa (owad)
Clarissa – rodzaj błonkówek z rodziny Pergidae.

## Zasięg występowania
Przedstawiciele tego rodzaju występują w Australii.

## Systematyka
Do  Clarissa zaliczanych jest 13 gatunków:
- Clarissa antennata
- Clarissa atrata
- Clarissa bensoni
- Clarissa diana
- Clarissa divergens
- Clarissa flammea
- Clarissa flavicornis
- Clarissa hebe
- Clarissa lucida
- Clarissa ruficollis
- Clarissa tasbates
- Clarissa thoracica
- Clarissa wilsoni